# Георгій Мирков
Георгій Николов Мирков (болг. Георги Николов Мърков; нар. 5 квітня 1946, село Горішнє Виршило, Пазарджицька область) — болгарський борець греко-римського стилю, чемпіон та бронзовий призер чемпіонатів світу, чемпіон та срібний призер чемпіонатів Європи, чемпіон Олімпійських ігор. Почесний громадянин Софії.

## Життєпис
Виступав за спортивний клуб «Левський-Спартак» Софія.
Після закінчення Національної спортивної академії імені Васила Левського працював тренером у клубі «Левський-Спартак» Софія та помічником головного тренера національної збірної Болгарії. Його особистою заслугою є підготовка сильних болгарських борців, серед яких Живко Вангелов і Стоян Балов.
На чемпіонаті Європи 1984 року в Єнчепінгу (Швеція) він був тренером болгарської збірної і власноручно обеззброїв терориста, який проник у спортивний зал під час змагань зі зброєю, схованою за великим букетом квітів. Виявилося, що терористом був росіянин, що з радянського корабля і емігрував до Швеції. Він намагався забрати дружину та дітей, але їх не відпустили із СРСР. Тоді він вирішив взяти заручників. За цей вчинок Світова федерація боротьби нагородила Миркова премією — 2500 доларів.
Він став першим олімпійським чемпіоном, який пожертвував свої медалі Музею спорту на Національному стадіоні «Васил Левський». Після Олімпійських ігор 1992 року в Барселоні Мирков працював у клубі «Радничі» в Белграді. Згодом працював тренером у Швейцарії та Австрії. 
Георгій Мирков також є колишнім головою болгарського спортивного тоталізатора. Деякий час він був губернатором Пазарджицької області, але пішов у відставку через невдалі вибори. 
Багато років, колишній борець має свій бізнес. Спочатку він відкрив ресторан на шосе Тракія та оздоровчий комплекс біля рідного села. Потім він придбав 4 автозаправних станції — дві у Пловдиві, одну в Пазарджику і одну на шосе. Згодом продав їх і купив велику ділянку в місті Септемврі, де збудував розважальний комплекс з рестораном, тренажерним залом, басейном і дискотекою.
Власник титулу Доктор Honoris causa.

## Спортивні результати на міжнародних змаганнях

### Виступи на Олімпіадах
| Змагання                    | Збірна   | Вагова категорія                 | Місце  |
| --------------------------- | -------- | -------------------------------- | ------ |
| Літні Олімпійські ігри 1972 | Болгарія | греко-римська боротьба, до 62 кг | Золото |

### Виступи на Чемпіонатах світу
| Змагання                        | Збірна   | Вагова категорія                 | Місце  |
| ------------------------------- | -------- | -------------------------------- | ------ |
| Чемпіонат світу з боротьби 1970 | Болгарія | греко-римська боротьба, до 62 кг | Бронза |
| Чемпіонат світу з боротьби 1971 | Болгарія | греко-римська боротьба, до 62 кг | Золото |
| Чемпіонат світу з боротьби 1974 | Болгарія | греко-римська боротьба, до 62 кг | 5      |

### Виступи на Чемпіонатах Європи
| Змагання                         | Збірна   | Вагова категорія                 | Місце  |
| -------------------------------- | -------- | -------------------------------- | ------ |
| Чемпіонат Європи з боротьби 1970 | Болгарія | греко-римська боротьба, до 62 кг | 5      |
| Чемпіонат Європи з боротьби 1972 | Болгарія | греко-римська боротьба, до 62 кг | Золото |
| Чемпіонат Європи з боротьби 1974 | Болгарія | греко-римська боротьба, до 62 кг | Срібло |

### Виступи на інших змаганнях
| Змагання                           | Збірна   | Вагова категорія                 | Місце  |
| ---------------------------------- | -------- | -------------------------------- | ------ |
| Гран-прі Німеччини з боротьби 1975 | Болгарія | греко-римська боротьба, до 62 кг | Золото |
| Гран-прі Німеччини з боротьби 1978 | Болгарія | греко-римська боротьба, до 68 кг | 9      |